# Xian de Min
Pour les articles homonymes, voir Min.
Le xian de Min (岷县 ; pinyin : Mín Xiàn) est un district administratif de la province du Gansu en Chine. Il est placé sous la juridiction de la ville-préfecture de Dingxi.

## Démographie
La population du district était de 436 556 habitants en 1999.